# Сарматский
Сарматский — посёлок в Матвеево-Курганском районе Ростовской области.
Входит в состав Новониколаевского сельского поселения.

## География
В посёлке имеется одна улица: Луговая.

## История
В 1987 году указом ПВС РСФСР поселку первого полеводческого отделения совхоза имени Ленина присвоено наименование Сарматский.

## Население
| 2010 |
| ---- |
| 4    |